# Ricard Ibáñez
Ricard Ibáñez Ortí (Barcelona, 2 de julio de 1964) es historiador, escritor de novela histórica, traductor y diseñador de juegos de rol. Se le conoce sobre todo por haber sido el autor de los juegos de rol Aquelarre (1990, primer juego de rol en ser creado y publicado en España) y Capitán Alatriste (2002, basado en las novelas de Arturo Pérez-Reverte).

## Biografía
En 1982, mientras se licenciaba en Historia de América en la Universidad de Barcelona, Ibáñez oyó hablar de una nueva clase de juegos, los juegos de rol. Pidió entonces que le dejaran asistir a una partida, que resultó ser del juego de rol estadounidense Dungeons & Dragons y que le inspiró para escribir él mismo el primer juego de rol al que jugó, La canción de los sortilegios, un juego amateur creado a imagen de Dungeons & Dragons e inicialmente destinado al grupo excursionista en el que Ibáñez era entonces monitor. Más tarde, en octubre de 1986, suscribió al club de rol Auryn, que había sido fundado en marzo de ese año por Luis d'Estrées. Junto a sus colegas de Auryn Ibáñez empezó a publicar Troll, la primera revista española especializada en juegos de rol. En ese mismo año, en tanto que miembro de Auryn, colaboró junto al editor Joc Internacional en la organización de la primera edición de las JESYR (Jornadas de Juegos de Estrategia, Simulación Y Rol) así como en las ediciones de los años siguientes. En 1987 empezó a colaborar en la revista Líder, escribiendo aventuras para juegos como La llamada de Cthulhu, o, más tarde, Far West. A finales de los años 80 empieza a trabajar en un juego de rol ambientado en el folclore de la España del siglo XIII, Aquelarre, que al ser publicado por Joc Internacional en noviembre de 1990 se convierte en el primer juego de rol creado y publicado en España. Desde entonces ha escrito otros tres juegos de rol (Mili KK, el juego de rol de la puta mili, 1993, el Juego de rol del capitán Alatriste, 2002, y Nahui Ollin, 2019), numerosos suplementos tanto para sus propios juegos como para los juegos de otros autores, y también ha realizado algunas traducciones, como la que hizo del juego de rol francés In Nomine Satanis - Magna Veritas (del que también tradujo dos suplementos). A partir de 2004 Ibáñez se lanza en el género de la novela histórica con La monja alférez, género que ha continuado cultivando en los años siguientes: sus novelas El oro y el acero (novelización del libro juego epónimo) y Mesnada fueron publicadas en 2007. Al año siguiente, en 2008, la misma editorial que había publicado Mesnada (Militaria, una de las editoriales del Grupo Planeta) publicaba una nueva novela histórica de Ibáñez (La última galera del rey). En julio de 2010 Dolmen Editorial ha publicado Mío Sidi, la última novela de Ricard Ibáñez, en la que el autor mezcla género histórico y género fantástico.
En el año 2013 Ibáñez escribe, por encargo y en colaboración con Santiago Segura, el Manual de buenas maneras de Torrente. En 2015 participa en la antología benéfica Retales del pasado, una recopilación de relatos históricos cuyos beneficios van destinados a la fundación Biblioteca Viva Al-Ándalus, con sede en Córdoba.

## Obra

### Juegos de rol
- Aquelarre[6] (1990, con reediciones ulteriores hasta la tercera edición, de 2011)
- Mili KK, el juego de rol de la puta mili[7] (2002, en colaboración con Jordi Cabau Tafalla. La primera versión del juego ya había sido publicada en 1993 en las páginas del número 33 de la revista Líder)[8]
- Juego de rol del capitán Alatriste[9] (2002)
- Nahui Ollin[10] (2019)

### Suplementos para juegos de rol
- Para Aquelarre:
  - Lilith[11] (Joc Internacional, marzo de 1991)
  - Rerum Demoni[12] (Joc Internacional, febrero de 1992)
  - Danza Macabra[13] (Joc Internacional, mayo de 1992)
  - Rinascita[14] (Joc Internacional, julio de 1993)
  - Dracs[15] (Joc Internacional, abril de 1994)
  - Rincón[16] (Joc Internacional, marzo de 1995)
  - Villa y corte[17] (Joc Internacional, marzo de 1996)
  - Aquelarre: vademecum[18] (La Caja de Pandora, diciembre de 1999)
  - Akercodex, las leyendas del macho cabrío[19] (La Caja de Pandora, marzo de 2000)
  - Akercodex 2, Fogar de Breogan[20] (La Caja de Pandora, octubre de 2000)
  - El Tribunal de La Santa Inquisición (Codex Inquisoturius)[21] (La Caja de Pandora, diciembre de 2001)
  - Mitos y leyendas[22] (La Caja de Pandora, febrero de 2002)
  - La fraternitas de la vera lucis: trilogía de Sarcoy, vol. 1[23] (Proyectos Editoriales Crom, enero de 2002)
  - La danza macabra y otros relatos[24] (Proyectos Editoriales Crom, febrero de 2002)
  - Sefarad: los secretos de la cábala judía[25] (Proyectos Editoriales Crom, febrero de 2002)
  - Al-Andalus[26] (Proyectos Editoriales Crom, mayo de 2002)
  - Grimorio[27] (Proyectos Editoriales Crom, agosto de 2002)
  - Juicio de Dios[28] (Proyectos Editoriales Crom, octubre de 2002)
  - Los lobos de Castrove[29] (Proyectos Editoriales Crom, octubre de 2002)
  - El brumoso norte: Jentilen Lurra[30] (Proyectos Editoriales Crom, octubre de 2002)
  - El brumoso norte: Fogar de Breogan[31] (Proyectos Editoriales Crom, diciembre de 2002)
  - Asturies Medievalia[32] (Nosolorol Ediciones, 2012)
  - Bestiarium Hispaniae[33] (Nosolorol Ediciones, 2015)
- Para La llamada de Cthulhu:
  - La piel de toro (primera edición por Joc Internacional, 1997)
  - La piel de toro[34] (reedición de Proyectos Editoriales Crom, 2004)
- Para Capitán Alatriste:
  - Juego de damas[35] (Devir Iberia, abril de 2003)
  - Maestros de esgrima[36] (Devir Iberia, marzo de 2004)
- Para Far West:
  - La balada del español[37] (M+D Editores, marzo de 1995)
- Para EXO:
  - El grito[38] (en colaboración con Sergio Jurado Bustos, Ediciones Sombra, junio de 2004)

### Aventuras incluidas en manuales básicos
- El «donjon» (aventura incluida en el manual de Almogàvers,[39] Joc Internacional, 1995)
- Montcarrà (aventura incluida en el manual de Tirant lo Blanc,[40] Joc Internacional, 1996)

### Novela histórica
- La monja alférez[41] (2004)
- El oro y el acero[42] (2007)
- Mesnada[43][44] (2007)
- La última galera del rey[45] (2008)
- Mío Sidi[46] (2010)
- Retales del pasado, antología de relatos históricos[47] (junto a varios otros autores, 2015)

### Otras obras
- Manual de buenas maneras de Torrente[48] (en colaboración con Santiago Segura, Timun Mas, 2013)

### Traducciones
- In Nomine Satanis - Magna Veritas[49] (1994)
- Mors Ultima Ratio[50] (1995)
- Scriptarium Veritas[51] (1996)